# Ksar Guermessa
Ksar Guermessa est un ksar de Tunisie situé à Guermessa dans le gouvernorat de Tataouine.

## Localisation
Le ksar, qui prend la forme d'un croissant, est situé sous le piton de Ras Oum Moutmana, ce qui en fait un site défensif dominant la plaine d'El Ferch.
Seul une partie, du côté sud, existe encore de nos jours. Le village de Guermessa, avec ses habitations troglodytes, se situe en contrebas.

## Histoire
Le site berbère est ancien, André Louis donnant une estimation de sept à huit siècles.
Le 10 janvier 2020, le gouvernement tunisien propose le site pour un futur classement sur la liste du patrimoine mondial de l'Unesco.

## Aménagement
Le ksar compte un nombre indéterminé de ghorfas en raison de l'état dégradé du site, ce qui reste se répartissant sur deux étages.

## Utilisation
Un usage touristique a été tenté à proximité, avec un hôtel troglodyte et un restaurant désormais fermés.